# Alexandr Mozin
Alexandr Mozin (rusky Александр Мозин; 9. června 1961 – 20. února 2021 Nižnij Novgorod) byl sovětský rychlobruslař.
Na sovětských šampionátech startoval od roku 1980, třikrát se umístil v první desítce a jeho nejlepším výsledkem je 5. příčka z roku 1984. Na mezinárodní scéně se poprvé představil v roce 1986, kdy na Mistrovství Evropy vybojoval stříbrnou medaili. Téhož roku se zúčastnil i Mistrovství světa ve víceboji, kde skončil na sedmém místě. V seriálu Světového poháru debutoval v roce 1987, celkově však absolvoval pouze čtyři starty. Zúčastnil se Zimních olympijských her 1988 (10 000 m – 18. místo) a po sezóně 1987/1988 ukončil sportovní kariéru.
Zemřel 20. února 2021 ve věku 59 let.